# Vaiano (Merlino)
Vaiano è un nucleo abitato d'Italia, frazione del comune di Merlino.
Al censimento del 21 ottobre 2001 contava 101 abitanti.

## Geografia fisica
La località è sita a 75 m sul livello del mare.

## Storia
La località, piccolo borgo agricolo di antica origine, fu attestata per la prima volta nel XIII secolo.
In età napoleonica (1809-16) Vaiano fu frazione di Comazzo, recuperando un'effimera autonomia con la costituzione del Regno Lombardo-Veneto. Nel 1841 fu aggregata definitivamente al comune di Merlino.